# Приска Матимба Нијамбе
Приска Матимба Нијамбе (31. децембар 1951) је замбијски правник, судија Високог суда Замбије и Међународног резидуалног механизма за кривичне судове, као и судија некадашњег Међународног кривичног суда за бившу Југославију и правни саветник Међународног кривичног суда за Руанду.
Позната је по издвајању мишљења приликом изрицања пресуда генералу Здравку Толимиру и генералу Ратку Младићу

## Биографија

### Образовање и рана каријера
Рођена је 31. децембра 1951. године у Замбији. Завршила је студије права 1975. године на Универзитету у Замбији. За заступника на Високом суду и Врховном суду Замбије је именована 1978. године. Наредне две године је радила као стални судија за прекршаје у граду Кабве, а потом је до 1984. године била виши судија за прекршаје у градовима Хараре и Гвело.
Између 1982. и 1994. године је била чланица Савета Удружења правника Замбије и потпредседника удружења од 1994. до 1996. године, а током 1992. године чланица Удружења правника Замбијског универзитета.
Од 1984. до 1992. године је била правни саветник Централне банке Замбије, када отпочиње приватну адвокатску праксу. Била је саветница Агенције за приватизацију Замбије од 1995. године, потпредседница одбора Пореске управе Замбије, чланица државне изборне комисије именована на предлог председника Замбије, оснивач и члан независног тима за надгледање избора у Замбији...
Од 2006. године је судија Високог суда Замбије. Учествовала је на бројним студијским и стручним конференцијама у Европи, Африци и САД.

### Рад у међународним кривичним судовима
У рад Међународног трибунала за Руанду, укључила се 1996. године као виши правни саветник и шеф Одсека за организацију и подршку рада судница. Од 2000. до 2002. године је била шеф Службе за општа правна питања Међународног трибунала за Руанду.
За ad litem судију Међународног кривичног суда за бившу Југославију је изабрана 2005. године. Судија Међународног резидуалног механизма за кривичне судове је изабрана 2011. године.
Као судија у поступку против начелника за безбедност Генералштаба Војске Републике Српске генерала Здравка Толимира, приликом изрицања казне доживотног затвора за геноцид и друге злочине у вези са операцијом Војске Републике Српске из јула 1995. године, Нијамбе је издвојила мишљење, тврдећи да никаквих доказа нема који указују да је постојао план руководства Војске Републике Српске за убијање заробљеника или цивила, већ да се радило о инцидентима на нижим нивоима, без знања највиших команданата.
Била је председавајућа судског већа у поступку против начелника Главног штаба Војске Републике Српске генерал-пуковника Ратка Младића пред Међународном резидуалним механизмом за кривичне судове. Приликом изрицања другостепене пресуде 8. јуна 2021. године, када је Младићу потврђена казна доживотног затвора, судија Нијамбе је издвојила мишљење у којем је нагласила да би читав судски поступак против Младића морао бити поновљен, те је уважила осам од девет тачака жалбе одбране.